# КТБ-Оберпфальц
49°48′55″ пн. ш. 12°07′14″ сх. д. / 49.8153° пн. ш. 12.1206° сх. д.КТБ-Оберпфальц (нім. Kontinentale Tiefbohrprogramm der Bundesrepublik Deutschland (KTB)) — надглибока свердловина, розташована на території Німеччини, поряд з містом Віндішешенбах, на землі Баварія. Будівництво велося з 1987 до 1995 року. Глибина свердловини — 9101 метрів. Є найбільш вертикальною глибокою свердловиною без істотних відхилень по азимуту до глибини 7500 метрів. Її буріння обійшлося у 583 млн німецьких марок.

## Загальний опис
Діаметр на гирлі 71 см. Діаметр на вибої 16,5 см. Глибина свердловини 9101 метрів.
На свердловині КТБ-Оберпфальц використовувалося спеціальне обладнання, яке допомогло утримати стовбур свердловини у вертикальному положенні. Після 7500 метрів обладнання вийшло з ладу через високу температуру і тиск, тому на глибині 9101 метрів стовбур свердловини відхилився від вертикалі на 300 метрів.
Проектна глибина — 12 км. Через високі температури буріння було зупинено: свердловина показала найвищу температуру в вибої з усіх надглибоких — 300 градусів (Берта Роджерс в Оклахомі, США — 260 ° С, Тюменська надглибока свердловина в Росії — 230 ° С). При цьому навіть на менших глибинах температура може бути й вищою: у найнижчій точці свердловини Солтон-Сі в США на 3220 м була зафіксована температура 355°С, а в свердловині глибиною всього 1440 м в одній із молодих вулканічних структур на заході США температура склала 465°С.

## Інтернет-ресурси
- BMB+F (1996) Kontinentales Tiefbohrprogramm der Bundesrepublik Deutschland — Ergebnisse eines Projektes zur Erforschung der Erdkruste. 32 S. (pdf 27 MB)
- Das senkrechteste Loch der Welt — Was so schwer daran ist, «gerade» in die Erde zu bohren — Unterseite eines Dossiers zu übertiefen Forschungsbohrungen auf scinexx.de
- Die Kontinentale Tiefbohrung — Verlauf und erste Ergebnisse — ausführlicher Bericht über Bohrtechnik, Ergebnisse und erste Experimente auf spektrum.de, veröffentlicht am 1. März 1996
- Das kontinentale Tiefbohrprojekt Windischeschenbach — Beitrag von Berthold Weber auf der Webpräsenz der Bezirksgruppe Weiden der Vereinigung der Freunde der Mineralogie und Geologie, VFMG
- GEO-Zentrum an der KTB — Webpräsenz der Umweltstation am Standort der KTB